# Wielka Mnichowa Baba

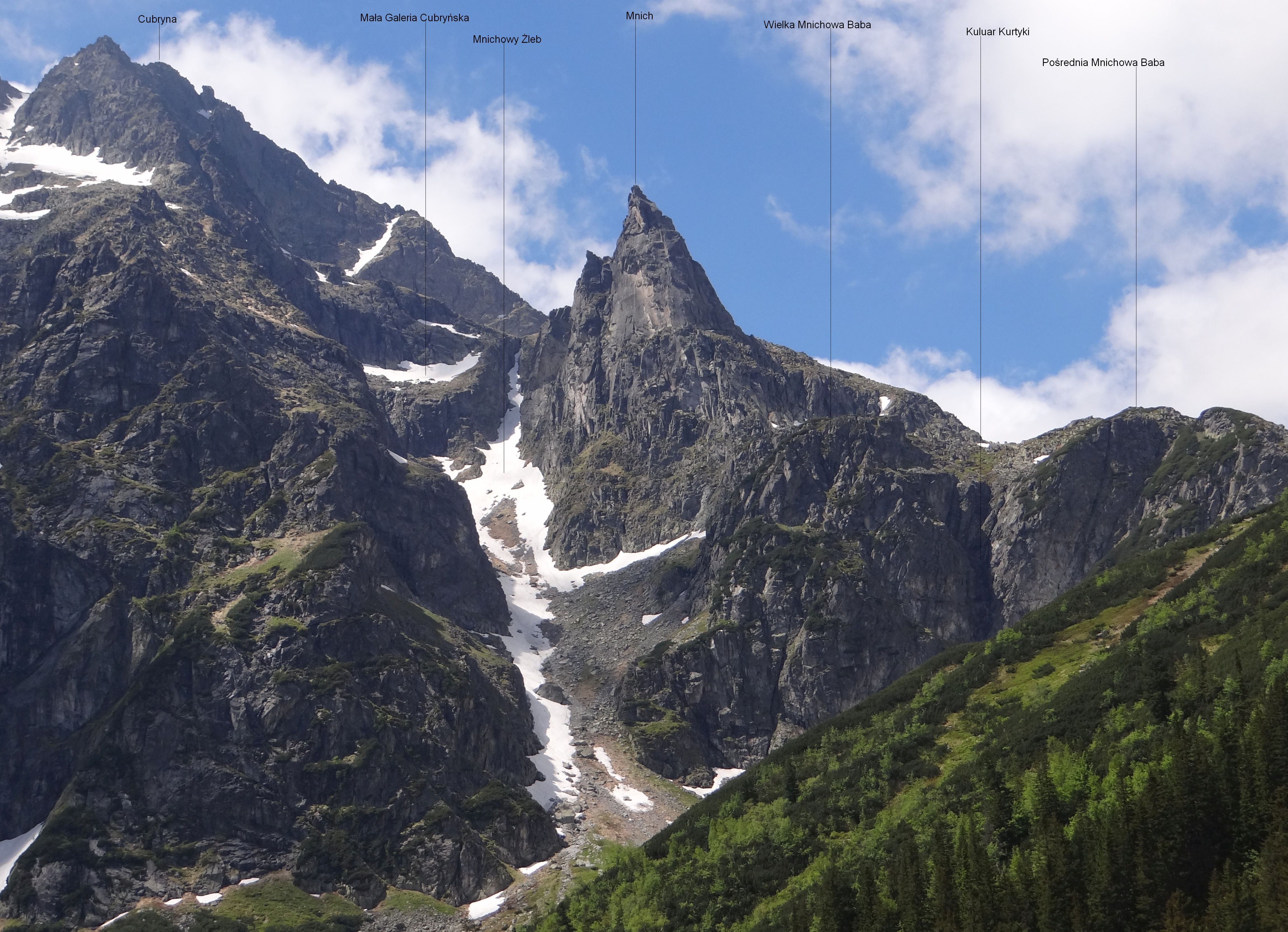
Wielka Mnichowa Baba wśród opisanych obiektów

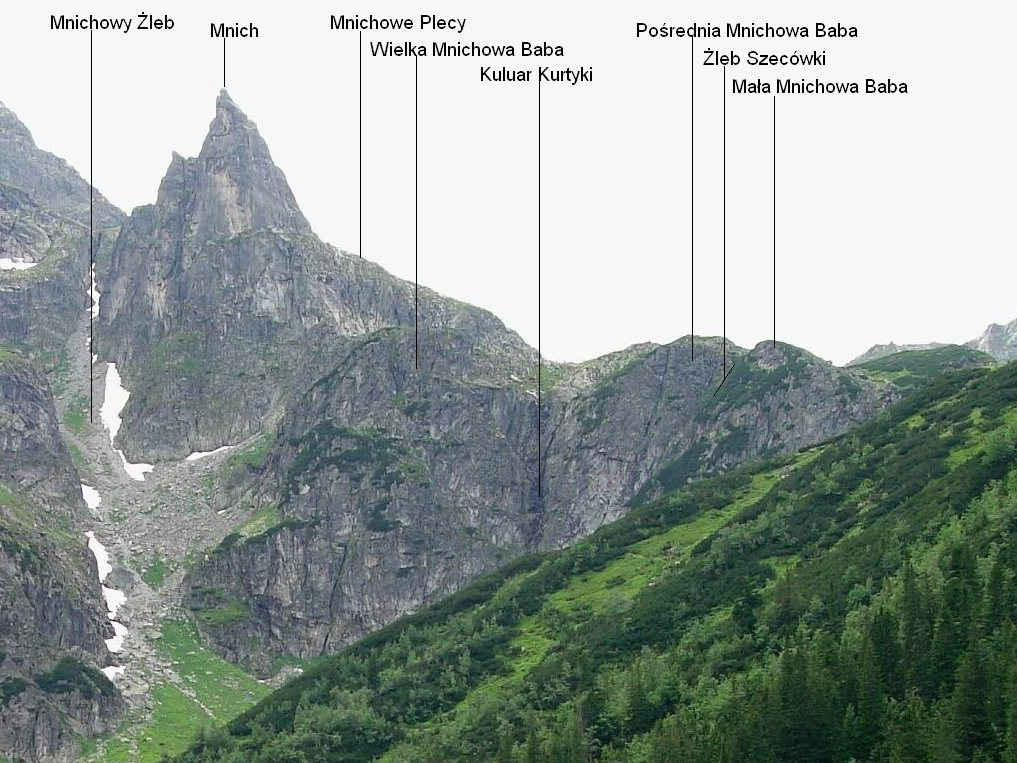

Wielka Mnichowa Baba – ściana opadająca z Mnichowego Tarasu do Nadspadów w Dolinie za Mnichem w polskich Tatrach Wysokich. Jest najdalej na wschód wysuniętą z trzech Mnichowych Bab. Od Pośredniej Mnichowej Baby oddziela ją Kuluar Kurtyki.
Nazwy Mnichowych Bab wprowadził Władysław Cywiński w 8 tomie przewodnika Tatry. Przez długi czas taternicy omijali ich ściany, ostatnio jednak stały się one bardzo popularnym obiektem wspinaczki, głównie zimą. Znajdują się blisko Schroniska PTTK nad Morskim Okiem, mają krótkie i na ogół bezpieczne dojścia i zejścia. Można się tutaj wspinać nawet przy bardzo złej pogodzie, nawet przy dużym zagrożeniu lawinowym. Zagrożony lawinami jest tylko odcinek o długości około 100 m między podstawą ścian a dnem Nadspadów.
Wielka Mnichowa Baba w widoku z boku ma kształt szerokiego trapezu. Ograniczona jest z prawej strony (patrząc od dołu) Kuluarem Kurtyki, z lewej Mnichowym Żlebem. Jej pokryty wielkimi płytami i wygładzonymi przez lodowiec skałami wierzchołek jest najdalej na południowy wschód wysuniętą częścią Mnichowego Tarasu. Ściana opadająca do Nadspadów ma wysokość około 200 m. Przecięta jest dwoma skośnymi rysami; Rysą Strzelskiego i Cienką Rysą. Ta ostatnia ma długość około 150 m i na około 2/3 wysokości ściany kończy się Trawnikiem Małolata, na który z Kuluaru Kurtyki wychodzi system skalisto-trawiastych  zachodów.

## Drogi wspinaczkowe
Przez Mnichowe Baby nie prowadzi żaden szlak turystyczny, znajdują się ona jednak w rejonie udostępnionym do wspinaczki dla taterników. Drogi wspinaczkowe na Wielkiej Mnichowej Babie:
- Wesołej Zabawy (prawą częścią ściany); II w skali tatrzańskiej, 1 godz. 30 min,
- Droga Czyża i Łuczaka; V, 3 godz.,
- Droga Kopczyńskiego (środkiem ściany), V, A2, 8 godz. (czas pierwszego przejścia),
- Jaja z Babami; V+, 14 godz. (czas pierwszego przejścia),
- Rysą Strzelskiego; IV, miejsce V, 3 godz.,
- Lewą częścią ściany; V, A1,
- Droga Muskata; III, 1 godz. 30 min,
- Ze środkowej części Mnichowego Żlebu; 0, 15 min[1].